# 北地舞人

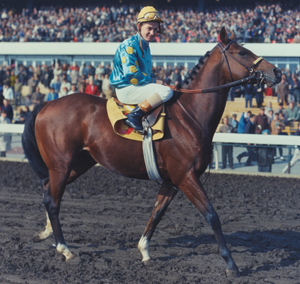
北地舞人

北地舞人是加拿大生產及訓練的純種競賽馬匹，以種馬時代為名，總共生產多匹一級賽盟主，被譽為二十世紀最偉大的種馬。奪得多個地區種馬冠軍的紀錄。競賽生涯曾贏得肯塔基打吡及必利是錦標。

## 配種馬成績
由於產馬眾多，本文僅列出擁有多匹產駒的種馬子嗣
- Unfuwain USA 1985
- 神話王 USA 1982
- 鞍匠井 USA 1981
- Pink FRA 1981
- Night Shift USA 1980
- 雷里耶夫（英语：Nureyev） USA 1977
- 單色 USA 1977
- Be My Guest USA 1974
- 北方風味（英语：Northern Taste） CAN 1971
- 利法爾 USA 1969
- Northfields USA 1968
- Nijinsky II CAN 1967

## 外部連結
- 血統表（页面存档备份，存于）